# Церква Преображення Господнього (Кам'янець-Подільський)
Церква Преображення Господнього в Кам'янці-Подільському — парафія і храм греко-католицької громади Кам'янець-Подільського деканату Кам'янець-Подільської єпархії Української греко-католицької церкви в місті Кам'янець-Подільський Хмельницької области.

## Історія церкви
Парафія була заснована й офіційно зареєстрована у 1994 році. Будівництво храму тривало з 2008 по 2009 рік. Воно відбулося з благословення та значної фінансової підтримки владики Василія Семенюка. Великий внесок у будівництво зробили Тамара Ірха, Роман Мороз, Зеновій Лазука, Оксана Махно, Марія Бачинська, Ярослава Стрільчук, а також місцевий цементний завод, інші організації та приватні підприємства.
Архітектором церкви став Михайло Нетриб'як.
10 січня 2010 року храм освятив єпископ Тернопільсько-Зборівської єпархії Василій Семенюк. На церемонію освячення були запрошені благодійники та гості з інших парафій Кам’янця-Подільського.
Повноцінна діяльність парафії розпочалася у 2007 році. З того часу щонеділі біля освяченого хреста проводилися молебні та акафісти. Богослужіння у храмі почалися вже у 2009 році, ще до завершення всіх внутрішніх оздоблювальних робіт.
При парафії діють братство «Апостольство молитви», Марійська та Вівтарна дружини, а також хор, створений за сприяння Оксани Махно. При церкві функціонує благодійна їдальня, яка забезпечує харчуванням безпритульних і хворих людей.

## Парохи
- о. Антон Федик (з 1994).